# Carlos Alberto Torres
Carlos Alberto Torres (Rio de Janeiro, 17 de julho de 1944 — Rio de Janeiro, 25 de outubro de 2016) foi um futebolista, treinador e comentarista esportivo brasileiro.
Em sua longa carreira, atuou como lateral-direito, tendo sido um dos símbolos do clássico futebol brasileiro, eternizado pela conquista do tricampeonato mundial na Copa do Mundo FIFA de 1970, no México. Por conta disso, ganhou a alcunha de "Capitão do Tri", já que foi o capitão daquele time.
Um defensor tecnicamente talentoso, com boas habilidades de bola e capacidade defensiva, é amplamente considerado como um dos melhores defensores de todos os tempos. Ele também se destacou por sua liderança e foi um excelente cobrador de pênaltis. Na final da Copa de 1970, Carlos Alberto marcou o quarto gol brasileiro que fechou a goleada de 4–1 contra a Itália. Seu tento é considerado um dos maiores gols da história do torneio.
Muitos cronistas dizem que foi um dos maiores laterais-direitos de todos os tempos. Tinha habilidade, respeito dos companheiros e, como uma de suas características principais, uma forte personalidade.

## Carreira

### Como jogador
Carlos Alberto nasceu numa viela na Rua Sabino Vieira, 23, casa 12, no bairro de São Cristóvão, Rio de Janeiro, e desde cedo foi criado em outro bairro carioca, a Vila da Penha.
Começou a jogar futebol aos 13 anos, nos juvenis do Fluminense. Foi medalhista de ouro pela Seleção Brasileira Olímpica nos Jogos Pan-Americanos de 1963, disputados em São Paulo. Pelo Tricolor, foi campeão do Campeonato Carioca de 1964. Logo depois, se transferiria para o Santos, contratado por CR$ 200 milhões, na transação mais cara do futebol brasileiro até ali.
Quando Carlos Alberto chegou na Vila Belmiro em 1965, o Santos atravessava o seu apogeu, com conquistas como o bicampeonato da Copa Libertadores da América e do Mundial de Clubes. Assumiu de imediato a lateral-direita, posição antes ocupada por Ismael. Estreou no Santos em 29 de abril de 1965, marcando um dos gols da goleada de 9 a 4 no amistoso contra o Remo, em Belém.
Pelo Santos foi pentacampeão paulista em 1965, 1967, 1968, 1969 e 1973, ano em que conquistou seu último título pelo time da Vila Belmiro.
Em 1971, atuou por empréstimo com a camisa do Botafogo (que em troca cedeu os jogadores Moreira, Rogério e Ferretti) em 22 jogos, onde também se destacou nos três meses que por lá passou.
Retornou à Vila Belmiro, onde permaneceria até 1975 e, nessa segunda passagem, trocou a lateral-direita pela zaga. Carlos Alberto fez 443 partidas, marcou 40 gols e conquistou dez títulos oficiais com a camisa do Santos.
Em 1974, retornou ao Fluminense, onde fez parte do time que ficou conhecido como a Máquina Tricolor, sendo bicampeão carioca e semifinalista dos Campeonato Brasileiro de 1975 e 1976.
Depois, passou pelo Flamengo, onde estreou em 5 de fevereiro de 1977, na vitória rubro-negra sobre o Fluminense por 3 a 1.  Em 29 de maio, fez a última partida em nova vitória, dessa vez contra o Campo Grande, por 5 a 1. Pelo clube, atuou em 19 jogos.
Também jogou pelo California Surf e New York Cosmos, quando novamente foi companheiro de Pelé.
Carlos Alberto marcou sua história em todos os times que jogou, pois conseguiu se firmar e ganhar respeito em vários times de craques, mesmo na Seleção Brasileira tricampeã de 1970, onde era um dos líderes e o capitão da equipe.
Em março de 2004, Carlos Alberto foi nomeado por Pelé um dos 125 melhores jogadores vivos do mundo.

#### Seleção Nacional

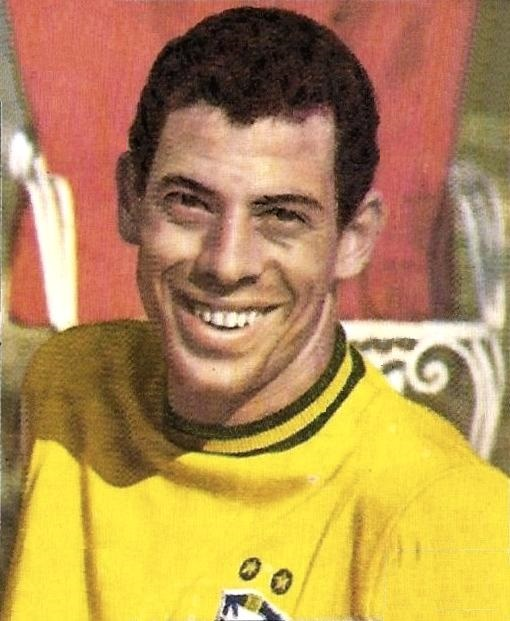
Cromo alusivo à Copa do Mundo FIFA de 1970

Em 1964, um Pacaembu lotado vaiou quando a Argentina goleou o Brasil na final da Taça das Nações. “Meteram duas ou três bolas aqui atrás, não houve cobertura e quase que eu fui crucificado”, contou. O técnico Vicente Feola disse que Carlos Alberto era indisciplinado e o veterano Djalma Santos recuperou o posto de titular.
Cortado da Seleção que fracassou na Copa do Mundo FIFA de 1966, Carlos Alberto voltou em 1968 como capitão.
É o único capitão a marcar gol numa final de Copa e ser campeão. Marcou o quarto gol do Brasil sobre a Itália na final de 1970, que terminou 4–1 para o Brasil.
Pela Seleção Brasileira, jogou 61 partidas e marcou nove gols.

#### Seleção da América do Sul de todos os tempos
Foi escolhido ainda para integrar a seleção da América do Sul de todos os tempos na posição de zagueiro. A enquete foi realizada com cronistas esportivos de todo o mundo. A FIFA o considera um dos maiores laterais direitos de todos os tempos.[carece de fontes?]

#### Estilo
Carlos Alberto Torres era dono de uma personalidade marcante e de muita elegância em campo.
Tinha um estilo de liderança que não poupava ninguém de suas críticas - nem mesmo Pelé, quatro anos mais velho. Carlos Alberto Torres não era capitão apenas na hora do cara ou coroa. O "Capita" foi um dos que pediram a Zagallo a escalação de Everaldo no lugar de Marco Antônio, então com 19 anos e inexperiente demais, na avaliação do grupo.
Conforme palavras do portal UOL: "boquirroto, impulsivo e enérgico, Carlos Alberto Torres não entrava em discussões pela metade". Um episódio que demonstra bem seu estilo de liderança, aconteceu na partida que o Brasil venceu a Inglaterra por 1–0 na Copa de 1970. Carlos Alberto abandonou a posição só para dar uma entrada mais forte no atacante inglês Francis Lee, que tinha chutado o rosto de Félix. Depois do lance, Lee sumiu do jogo.

### Como treinador
Em seu primeiro ano como treinador, conquistou o Campeonato Brasileiro de 1983 pelo Flamengo.
Foi treinador do Fluminense no Bicampeonato Carioca, em 1984.
Em 1985, foi Bicampeão do Campeonato Pernambucano pelo Náutico.
Em 1993 conquistou a Copa CONMEBOL pelo Botafogo.
Ao todo, dirigindo 16 equipes, do Brasil e do Exterior, algumas delas mais de uma vez.

## Carreira política
Na política, Carlos Alberto era filiado ao Partido Democrático Trabalhista. Foi vereador de 1989 a 1993, ocupando a vice-presidência e a primeira secretaria da Câmara dos Vereadores do Rio de Janeiro. Em 2008 tentou uma vaga para vice-prefeito da capital fluminense, na chapa de Paulo Ramos, mas acabou não se elegendo.

## Vida pessoal
Carlos Alberto foi casado três vezes: com Sueli (mãe dos seus filhos Andréa e Alexandre Torres, também jogador), com a atriz Teresinha Sodré e com Graça, sua última esposa.

### Morte
Morreu no dia 25 de outubro de 2016, aos 72 anos, vítima de um infarto fulminante em sua casa, no Rio de Janeiro.
Carlos Alberto Torres fez sua última aparição no SporTV, onde era comentarista, apenas dois dias antes de sua morte, quando participou do programa Troca de Passes. Ricardo Rocha, ex-zagueiro e amigo próximo do Capita, e o comentarista Luiz Ademar, também do SporTV, relataram que Carlos Alberto tinha boa saúde, a despeito da idade. Seu corpo foi velado na sede da CBF, na Barra da Tijuca, e sepultado no Cemitério de Irajá.

## Estatísticas
Seleção Brasileira
| Ano   | Jogos | Gols |
| ----- | ----- | ---- |
| 1964  | 3     | 0    |
| 1965  | 1     | 0    |
| 1966  | 3     | 0    |
| 1968  | 17    | 5    |
| 1969  | 9     | 0    |
| 1970  | 14    | 2    |
| 1972  | 1     | 1    |
| 1976  | 1     | 0    |
| 1977  | 3     | 0    |
| TOTAL | 52    | 8    |

Jogos pela Seleção Brasileira
| #  | Data                   | Partida                      | Competição                     | Gol         |
| -- | ---------------------- | ---------------------------- | ------------------------------ | ----------- |
| 1  | 24 de abril de 1963    | Brasil 3–1 Uruguai           | Jogos Pan-Americanos           |             |
| 2  | 28 de abril de 1963    | Brasil 10–0 Estados Unidos   | Jogos Pan-Americanos           |             |
| 3  | 30 de abril de 1963    | Brasil 3–0 Chile             | Jogos Pan-Americanos           |             |
| 4  | 4 de maio de 1963      | Brasil 2–2 Argentina         | Jogos Pan-Americanos           |             |
| 5  | 30 de maio de 1964     | Brasil 5–1 Inglaterra        | Copa das Nações                |             |
| 6  | 3 de junho de 1964     | Brasil 0–3 Argentina         | Copa das Nações                |             |
| 7  | 7 de junho de 1964     | Brasil 4–1 Portugal          | Copa das Nações                |             |
| 8  | 21 de novembro de 1965 | Brasil 5–3 Hungria           |                                |             |
| 9  | 14 de maio de 1966     | Brasil 3–1 País de Gales     | Amistoso                       |             |
| 10 | 19 de maio de 1966     | Brasil 1–0 Chile             | Copa Bernardo O'Higgins        |             |
| 11 | 4 de junho de 1966     | Brasil 4–0 Peru              | Amistoso                       |             |
| 12 | 9 de junho de 1968     | Brasil 2–0 Uruguai           | Copa Rio Branco                |             |
| 13 | 12 de junho de 1968    | Brasil 4–0 Uruguai           | Copa Rio Branco                |             |
| 14 | 16 de junho de 1968    | Alemanha 2–1 Brasil          | Amistoso                       |             |
| 15 | 20 de junho de 1968    | Polônia 3–6 Brasil           | Amistoso                       |             |
| 16 | 23 de junho de 1968    | Tchéquia 3–2 Brasil          | Amistoso                       |             |
| 17 | 25 de junho de 1968    | Iogoslávia 0–2 Brasil        | Amistoso                       |             |
| 18 | 30 de junho de 1968    | Portugal 0–2 Brasil          | Amistoso                       |             |
| 19 | 7 de julho de 1968     | México 0–2 Brasil            | Amistoso                       |             |
| 20 | 10 de julho de 1968    | México 2–1 Brasil            | Amistoso                       |             |
| 21 | 14 de julho de 1968    | Peru 3–4 Brasil              | Amistoso                       |             |
| 22 | 17 de julho de 1968    | Peru 0–4 Brasil              | Amistoso                       |             |
| 23 | 25 de julho de 1968    | Paraguai 0–4 Brasil          | Copa Oswaldo Cruz              |             |
| 24 | 28 de julho de 1968    | Paraguai 1–0 Brasil          | Copa Oswaldo Cruz              |             |
| 25 | 31 de outubro de 1968  | Brasil 1–2 México            | Amistoso                       |             |
| 25 | 3 de novembro de 1968  | Brasil 2–1 México            | Amistoso                       |             |
| 26 | 6 de novembro de 1968  | Brasil 2–1 Resto do Mundo    |                                |             |
| 27 | 14 de dezembro de 1968 | Brasil 2–2 Alemanha Oriental | Amistoso                       |             |
| 28 | 17 de dezembro de 1968 | Brasil 3–3 Iogoslávia        | Amistoso                       |             |
| 29 | 7 de abril de 1969     | Brasil 2–1 Peru              | Amistoso                       |             |
| 30 | 9 de abril de 1969     | Brasil 3–2 Peru              | Amistoso                       |             |
| 31 | 12 de junho de 1969    | Brasil 2–1 Inglaterra        | Amistoso                       |             |
| 32 | 6 de agosto de 1969    | Colômbia 0–2 Brasil          | Eliminatórias da Copa do Mundo |             |
| 33 | 10 de agosto de 1969   | Venezuela 0–5 Brasil         | Eliminatórias da Copa do Mundo |             |
| 34 | 17 de agosto de 1969   | Paraguai 0–3 Brasil          | Eliminatórias da Copa do Mundo |             |
| 35 | 21 de agosto de 1969   | Brasil 6–2 Colômbia          | Eliminatórias da Copa do Mundo |             |
| 36 | 24 de agosto de 1969   | Brasil 6–0 Venezuela         | Eliminatórias da Copa do Mundo |             |
| 37 | 31 de agosto de 1969   | Brasil 1–0 Paraguai          | Eliminatórias da Copa do Mundo |             |
| 38 | 4 de março de 1970     | Brasil 0–2 Argentina         | Amistoso                       |             |
| 39 | 8 de março de 1970     | Brasil 2–1 Argentina         | Amistoso                       |             |
| 40 | 22 de março de 1970    | Brasil 5–0 Chile             | Amistoso                       |             |
| 41 | 26 de março de 1970    | Brasil 2–1 Chile             | Amistoso                       |             |
| 42 | 12 de abril de 1970    | Brasil 0–0 Paraguai          | Amistoso                       |             |
| 43 | 26 de abril de 1970    | Brasil 0–0 Bulgária          |                                |             |
| 44 | 29 de abril de 1970    | Brasil 1–0 Áustria           | Amistoso                       |             |
| 45 | 3 de junho de 1970     | Tchéquia 1–4 Brasil          | Copa do Mundo – Fase de grupos |             |
| 46 | 7 de junho de 1970     | Inglaterra 0–1 Brasil        | Copa do Mundo – Fase de grupos |             |
| 47 | 10 de junho de 1970    | Brasil 3–2 Romênia           | Copa do Mundo – Fase de grupos |             |
| 48 | 14 de junho de 1970    | Brasil 4–2 Peru              | Copa do Mundo – 4as-finais     |             |
| 49 | 17 de junho de 1970    | Uruguai 1–3 Brasil           | Copa do Mundo – Semi-finais    |             |
| 50 | 21 de junho de 1970    | Brasil 4–1 Itália            | Copa do Mundo – Final          | Gol marcado |
| 51 | 30 de setembro de 1970 | Brasil 2–1 México            | Amistoso                       |             |
| 52 | 4 de outubro de 1970   | Chile 1–5 Brasil             | Amistoso                       |             |
| 53 | 26 de abril de 1972    | Brasil 3–2 Paraguai          | Amistoso                       |             |
| 24 | 19 de dezembro de 1973 | Brasil 2–1 Resto do mundo    | Despedida de Garrincha         |             |
| 55 | 10 de junho de 1976    | Brasil 3–1 Resto do mundo    | Amistoso                       |             |
| 56 | 1 de dezembro de 1976  | Brasil 2–0 União Soviética   | Amistoso                       |             |
| 57 | 9 de março de 1977     | Brasil 6–0 Colômbia          | Eliminatórias da Copa do Mundo |             |
| 58 | 13 de março de 1977    | Paraguai 0–1 Brasil          | Eliminatórias da Copa do Mundo |             |
| 59 | 20 de março de 1977    | Brasil 1–1 Paraguai          | Eliminatórias da Copa do Mundo |             |

## Títulos

### Como jogador
Fluminense
- Campeonato Carioca: 1964, 1975 e 1976
- Taça Guanabara: 1966
- Torneio de Paris: 1976
- Torneio Viña del Mar: 1976

Santos
- Campeonato Paulista: 1965, 1967, 1968, 1969 e 1973
- Campeonato Brasileiro: 1965 e 1968
- Torneio Rio–São Paulo: 1966
- Supercopa Sul-Americana dos Campeões Intercontinentais: 1968
- Recopa dos Campeões Intercontinentais: 1968

New York Cosmos
- NASL Exterior Championships: 1977, 1978, 1980 e 1982
- Eastern Division (National Conference): 1978, 1979, 1980 e 1982
- Trans-Atlantic Cup Championships: 1980

Seleção Brasileira
- Copa do Mundo FIFA: 1970
- Jogos Pan-Americanos: Medalha de Ouro (1963)

### Como treinador
Flamengo
- Campeonato Brasileiro: 1983[6]

Fluminense
- Campeonato Carioca: 1984

Botafogo
- Copa CONMEBOL: 1993

### Prêmios individuais
- All-Star Team da Copa do Mundo FIFA: 1970
- Time dos sonhos do Botafogo (Placar): 1982, 1994 e 2006[19]
- Seleção de Futebol do Século XX pela Voetbal International: 1999
- FIFA 100: 2004
- Time do século do Botafogo: 2004[20]
- The Best of The Best – Jogador do Século: Top 50
- Bola de Ouro Dream Team: Melhor lateral-direito da história - segundo esquadrão
- IFFHS All-Time World Men's Dream Team (Time B)[21]
- Seleção de Todos os Tempos do Brasil (IFFHS): 2021[22]

## Homenagens
Em 2017, a FERJ homenageou capitão do tri, nomeando o troféu do Campeonato Carioca de 2017 de troféu Carlos Alberto Torres.